# Neo culture ~Beyond the world~
Neo culture ~Beyond the world~ (Neo culture〜Beyond the world〜?) è il terzo album in studio del gruppo musicale giapponese D, pubblicato il 7 novembre 2007 dalla GOD CHILD RECORDS.

## Descrizione
Ultima pubblicazione del gruppo attraverso l'etichetta, del disco esistono tre edizioni dell'album: due speciali limitate con custodia jewel case, cover variate e DVD extra con videoclip diversi, ed una normale con copertina ancora diversa e custodia jewel case.
Nel brano Sora ni emu hana, mizu ni sumi chi ni yadoru., in giapponese, alcuni versi sono in arabo: all'inizio e verso la fine del brano si può sentire il cantante pronunciare «asshàms, al qàmar» e «maà assalamàt», cioè "il sole, la luna" e "con la pace" (saluto di congedo).

## Tracce
Testi e musiche di ASAGI, eccetto dove indicato.
1. Follow (Follow?) - 5:41
2. SIGNAL (SIGNAL?) - 3:33
3. Ōka saki some ni keri (桜花咲きそめにけり?) - 5:08
4. Schwarzschild (Schwarzschild?) - 6:26
5. Glacial melt (Glacial melt?) - 5:21 (ASAGI - Ruiza)
6. Marine snow (Marine snow?) - 4:51 (ASAGI - Ruiza)
7. Canon Del Colca (Canon Del Colca?) - 3:49
8. Graveless (Graveless?) - 4:51 (ASAGI - Ruiza)
9. Sora ni emu hana, mizu ni sumi chi ni yadoru. (空に咲む花、水に棲み地に宿る。?) - 5:52 (ASAGI - Tsunehito)
10. Kuon (久遠?) - 5:57
11. Barairo no hibi (薔薇色の日々?) - 5:54 (ASAGI - Ruiza)
12. Dearest you (Dearest you?) - 4:51

### DVD

#### Edizione speciale A
1. Barairo no hibi; videoclip

#### Edizione speciale B
1. Kuon; videoclip

## Formazione
- ASAGI – voce
- Ruiza – chitarra elettrica ed acustica
- HIDE-ZOU – chitarra elettrica
- Tsunehito – basso
- HIROKI – batteria